# 古代北ユーラシア人
考古遺伝学では、古代北ユーラシア人(ANE)という用語は、マルタ・ビュレット文化（c. 24,000 BP）の人々や、シベリアのアフォントヴァ山遺跡の後期旧石器時代の人々のような、彼らに近縁の集団の系統を表す祖先構成要素に与えられる名前である。遺伝学的研究によると、ANEはヤナRHS遺跡（英語: Yana Rhinoceros Horn Site）（c. 32,000BP）に先行する2つの古代標本に代表される古代北シベリア人（ANS）と近縁である。古代北シベリア人(ANS)は、それ以前の古代北シベリア人(ANS)集団の子孫と考えることもできるし、古代北シベリア人(ANS)と古代北ユーラシア人(ANE)の両方が、分化はしているものの密接に関連した姉妹系統であり、どちらも初期の西ユーラシア狩猟採集民(代表的なものとしてはコステンキ遺跡（英語:  Kostyonki–Borshchyovo）c. 40,000 BP),古代東ユーラシア人集団との混交から生まれたと考えることもできる。古代北ユーラシア人(ANE)も古代北シベリア人(ANS)も、その祖先の約1/3は初期東ユーラシアの系統に由来し、約2/3は初期西ユーラシアの系統に由来する。
2万年から2万5千年前頃に、古代北ユーラシア人の一派が古代北部東アジア人(ANEA)と混血し、パレオ・インディアン、古代ベリンジア人（英語: Ancient Beringian）、古代古シベリア人の集団が出現した。この集団の混血がどこで起こったのかは正確にはわかっておらず、2つの対立する説が、古代北ユーラシア人と古代東アジア人の集団を結びつける異なった移動シナリオを提唱している。
古代北ユーラシア人(ANE)は、後期旧石器時代以来、様々な移動の中でユーラシア大陸とアメリカ大陸に広がっており、今日の世界人口の半分以上は、そのゲノムの5〜40％が古代北ユーラシア人に由来している。多くの古代北ユーラシア人(ANE)はアメリカ大陸の先住民族や北ヨーロッパ、南アジア、中央アジア、シベリアの地域に見られる。彼らの神話には、インド・ヨーロッパ語族とネイティブ・アメリカンの寓話に見られる、死後の世界への道を犬が守るという物語が含まれている可能性が示唆されている。

## 遺伝子研究

### 定義
古代北ユーラシア人(ANE)の系統は、1920年代に発見された中央シベリアのマリタ遺跡から出土した2万4千年前の最終氷期極大期に生きていた少年の個体の遺骨:MA-1との関連によって定義される。ヤナRHS遺跡（英語:  Yana Rhinoceros Horn Site）のサンプル、アフォントヴァ山遺跡の個体とともに「古代北シベリア人」と総称される。

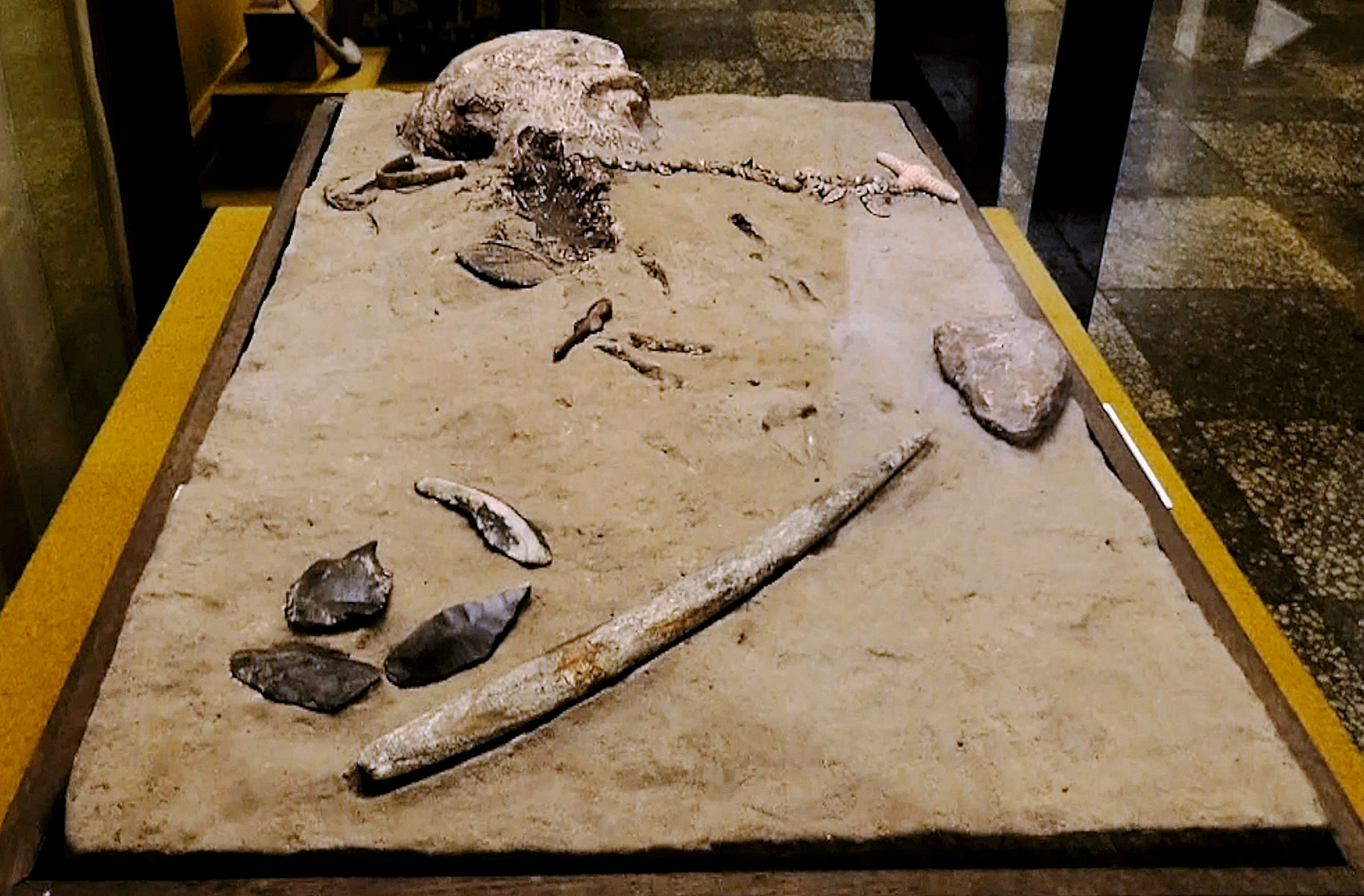
マルタの少年（MA-1）および墳墓の遺物、紀元前24,000年、エルミタージュ美術館、サンクトペテルブルク。

古代北ユーラシア人は、旧石器時代および中石器時代のヨーロッパの狩猟採集民と深い関わりを持つ、より大きなユーラシア遺伝子プールの遺伝的多様性の中で、明確なクラスターを代表している。現生人類の集団に見られる祖先としての古代北ユーラシア人(ANE)は、マリタ遺跡の個体やヤナRHS遺跡の個体ではなく、アフォントヴァ山遺跡の個体につながる集団からもたらされたものが大部分であることが示唆されている。

### 形成

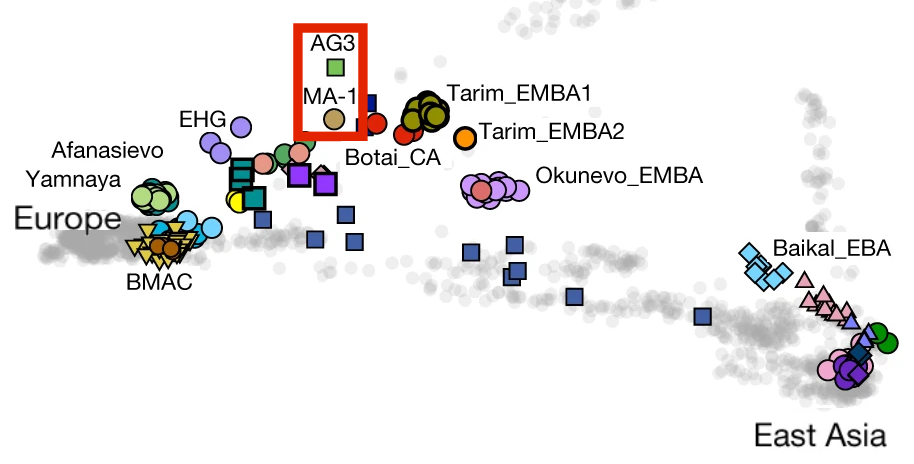
古代北ユーラシア人の遺伝的近縁性。 マルタ・ビュレット文化:MA-1およびアフォントヴァ山遺跡:AG3。古代の集団(色付きの点)およひ現代の集団。 現代の集団は左端がヨーロッパ、右端が東アジア。 主成分分析（詳細）。彼らの最も近い子孫には、タリム盆地のミイラ(Tarim)、カザフスタン北部のボタイ文化(Botai)、東ヨーロッパ狩猟採集民(EHG)がある。

古代北ユーラシア人の遺伝子プールの形成は、ヨーロッパの狩猟採集民に深く関係する西ユーラシア初期の後期旧石器時代（UP）の系統と、古代東ユーラシア人の系統の合併によって、非常に早い時期に起こった可能性が高い。後期旧石器時代の初期（IUP）系統は、現代の東アジアや東南アジアの集団の基底にある。北東シベリアのヤナRHS遺跡（31,600BP）、マルタ・ビュレット文化、およびアフォントヴァ山遺跡の古代北ユーラシア人(ANE)/古代北シベリア人(ANS)関連サンプルは、祖先の約2/3が初期西ユーラシア人（約38kya）に由来し、初期東ユーラシア人（>40kya）の寄与が22-50％と、ばらつきはあるが大きい。西ユーラシアの祖先はロシアのコステンキ-14、ロシアのスンギル、ルーマニアの Peștera Muierilor などのヨーロッパの狩猟採集民に見られる祖先と関連付けることができ、東ユーラシアの祖先は東ユーラシアの深い系統と関連付けることができる、その一方で、彼らの東ユーラシアの祖先は東ユーラシアの深い系統に関連付けることができる。例えば、現代の東/東南アジア人の祖先である旧石器時代の田園洞人だけでなく、すべての古代東ユーラシア人（オーストラリア人など）の祖先である初期のウスト・イシム人など、複数の初期の東ユーラシアの標本との親和性を示している。古代北ユーラシア人の中の東ユーラシア人の構成要素の正確な起源はまだ明らかにされていないが、田園洞人の姉妹系統として最もよく表されている 。
グレベニュクらは、古代北ユーラシア人は古代北シベリアのヤナRHS遺跡の出土人骨の属する集団の子孫であり、それは初期後期旧石器時代の狩猟民族であり、同時代の南シベリアの遺跡に関連する同様の集団と結びついていたとまとめている。これらの南シベリアと中央アジアの狩猟民族のコミュニティは、解剖学的な現生人類がシベリアに移動した初期の波のひとつに属していた。著者らは、「解剖学的に現生人類による北東アジアへの最初の人口移動は、西から東へ、あるいは南から北へ起こった可能性がある」とまとめている。シコラらは、古代北ユーラシア人（マリタ遺跡とアフォントヴァ山遺跡の個体）は古代北シベリアのヤナRHS遺跡の集団の直接の子孫である可能性は低いと指摘し、むしろ両者は共通の祖先を共有する姉妹系統であると主張している。シコラらによれば、マルタのサンプルはさらに初期のコーカサス狩猟採集民（英語: Caucasus hunter-gatherer）の遺伝子流入も受けている可能性がある（約11％）。しかし、このシナリオはMaierら2023年によって疑問視されており、この結論は他の発表論文と矛盾しており、古代北ユーラシア人(ANE)集団とコーカサス狩猟採集民(CHG)集団の間で観察された親和性と同様に遺伝子流動の方向性も混血グラフの分析では証明できず、さらなる調査が必要であるとしている。
リプソンとライヒ（2017）は、マルタのサンプルをモデル化して、西ユーラシアを祖先とし、東アジア人の基底系統（アミ族に代表される）からの混血を追加した。また、マルタから東アジア人への逆遺伝子流入の可能性にも言及したが、これは利用可能なデータではあまり支持されなかった。Yangら(2020a,b)は、マルタ標本とヤナ標本の両方が、ヨーロッパの狩猟採集民であるKostenki-14の姉妹系統と、基原東アジア人である田園洞人の基原系統または同時代の系統の合併から形成されたことを裏付けた。
その一方で、古代北ユーラシア人(ANE)から田園洞人や現代の東アジア人への遺伝子の逆流を示す証拠は見つかっていない。他の研究では、古代北ユーラシア人(ANE)と田園洞人（または他の上部旧石器時代の東/東南アジアの標本）との間の共通の親和性を再現することができ、また、田園洞人と少なくない量の古代北ユーラシア人(ANE)祖先系統を受け取った東ヨーロッパ狩猟採集民との間のより高い親和性も確認された。

### 分布
3万2千ya頃までには、古代北ユーラシア人(ANE)に関連する祖先を持つ集団がユーラシア大陸北東部に広く分布していたと考えられる。彼らはアラスカやユーコンまで拡大した可能性があるが、最終氷期極大期により厳しい気候条件が到来したため、高緯度地域を放棄せざるを得なくなった。
マリタ遺跡から出土した人骨であるMA-1とアフォントヴァ山遺跡から出土した人骨に遺伝的に類似した集団は、重要な順にアメリカ先住民、ヨーロッパ人、古代中央アジア人、南アジア人、いくつかの東アジアの集団に遺伝的に重要な一定以上の貢献をした。Lazaridisら(2016:10)は「ユーラシア大陸の東西の範囲にわたるANEの祖先の連続変異」に注目している。2016年の研究によると、古代北ユーラシア人(ANE)の祖先を世界で最大で最も多く受け継いでいるのは現代のケット人、マンシ人、アメリカ大陸先住民、セリクプ人である。

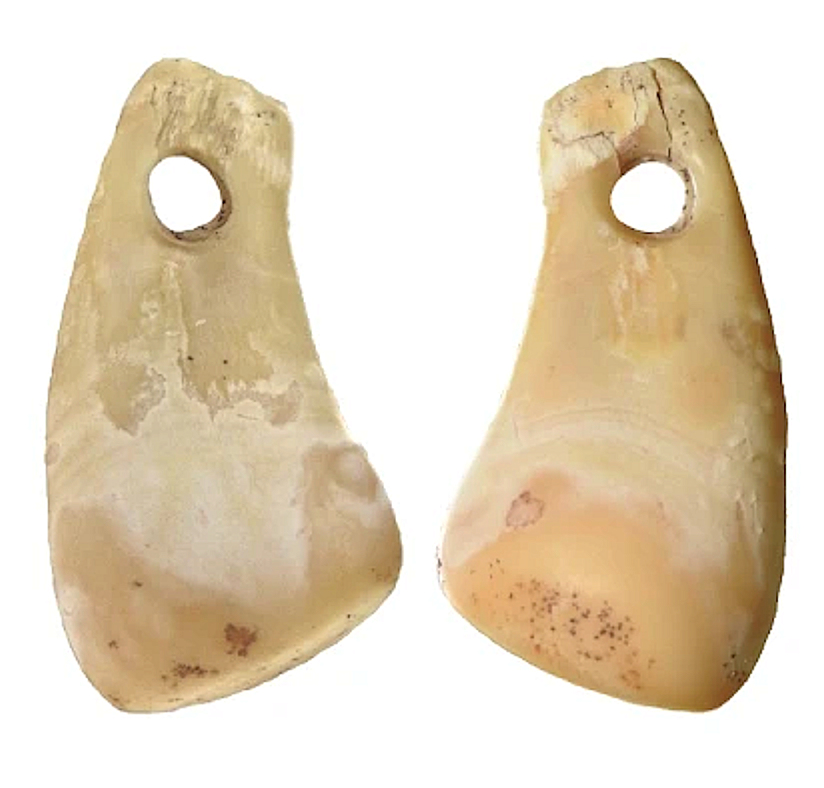
紀元前24,700年頃のシベリアのデニソワ洞窟から出土した、古代北ユーラシア人(ANE)の女性の鹿の歯のペンダント。

古代の青銅器時代のステップヤムナ文化とアファナシェヴァ文化の文化から出土する人骨は、50％程度の有意な古代北ユーラシア人(ANE)の成分を有することが判明した。Moreno-Mayarら（2018）によると、アメリカ先住民の祖先の14％から38％は、古代北ユーラシア人（ANE）であるマリタ遺跡出土人骨の集団からの遺伝子流入に由来する可能性がある。この違いは、後発の「ネオ・シベリア系」移住がアメリカ大陸に浸透したことに起因しており、古代北ユーラシア人(ANE)の祖先の割合が最も低いのはイヌイットとアラスカ先住民で、これらのグループはおよそ5,000年前にアメリカ大陸に移住した結果である。第一波のアメリカ先住民におけるANEの祖先の推定は、南アメリカのアンデス地域に属する人々の42％など、より高いパーセンテージを示している。アメリカ先住民におけるもうひとつの遺伝子の流れ（彼らの祖先の残り）は、東アジアに関連した起源であり、具体的には3万年ほど前に他の東アジア人と分岐した。約17,000年前のシベリア中南部の別のアフォントヴァ山遺跡出土人骨(Afontova Gora-2)の遺伝子配列決定から、マリタ遺跡出土人骨(Mal'ta boy-1)と同様の常染色体の遺伝的特徴が明らかになり、この地域が最終氷期最盛期を通じて人類によって継続的に占領されていたことが示唆された。
ゲノム研究はまた、古代北ユーラシア人(ANE)の構成要素は旧石器時代よりずっと後に、ヤムナヤ文化に関連する人々によって西ヨーロッパに持ち込まれたことが示している。それは現代のヨーロッパ人でも報告されている（10％～20％）。旧石器時代の東ヨーロッパ狩猟採集民との交流を通じて、ヨーロッパの集団に追加的な古代北ユーラシア人(ANE)の祖先系統が見つかっており、そこからスカンジナビアの狩猟採集民のような集団が生まれた。
シベリアのデニソワ洞窟で発見された古代北ユーラシア人(ANE)の時代の女性の遺伝子が染み込んだ鹿の歯のペンダントは、現在から約24,700年前のものである。彼女は、さらに東で発見されたマリタ遺跡やアフォントヴァ山遺跡の出土人骨の標本と近縁である。
古代の田園洞人と現代の東／東南アジアの集団は、後期旧石器時代の西ユーラシアまたはANE関連の混血を欠いていることが判明しており、このことは、「これらの集団が、流入してきた旧石器時代の集団移動に抵抗していた」こと、あるいは、遺伝的に東アジアに類似した集団リザーバーからの再拡大であったことを示唆している。

## 古代北ユーラシア人から部分的に派生した集団

### アメリカ先住民

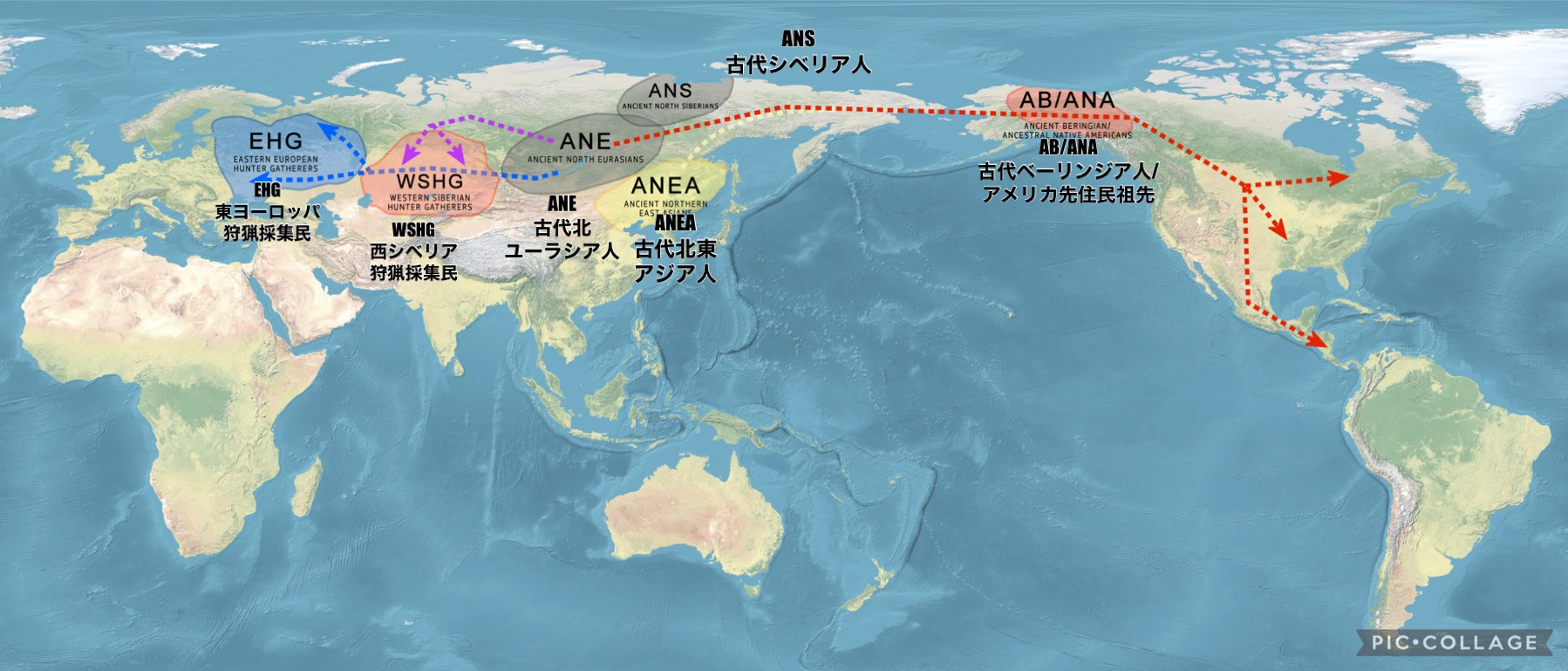
古代の北ユーラシア人（ANE）ネットワークは、いくつかの旧石器時代のシベリアのサンプルで構成され、ユーラシア大陸の多種多様な集団に祖先をもたらした。

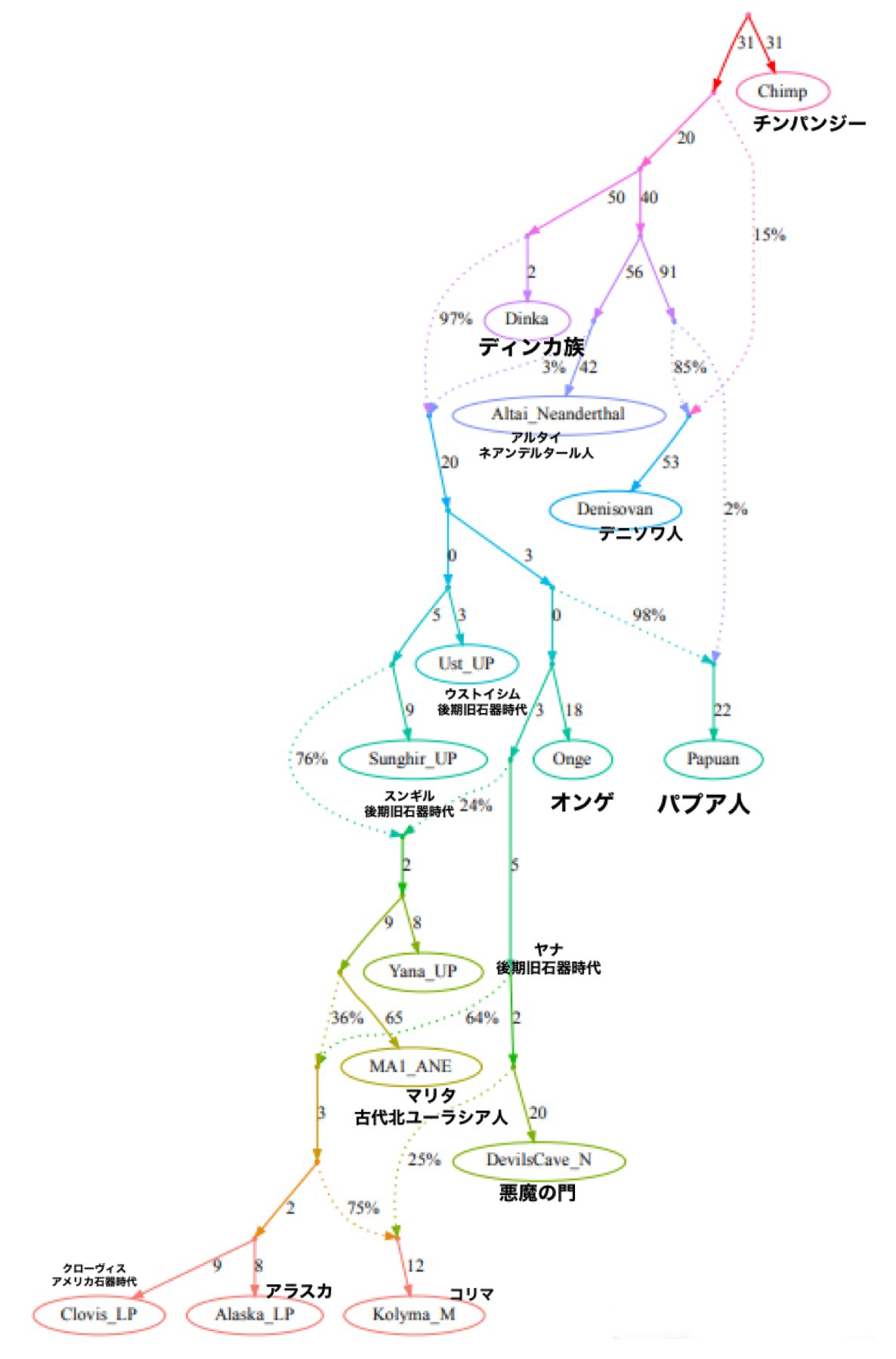
古代北ユーラシア人の形成と、その後のアメリカ先住民の形成への寄与を示すMaierら（2023）によるqpGraph。

ジェニファー・ラフによれば、古代北ユーラシアの集団は、2万5千年ほど前に古代東アジアの娘集団と遭遇して混血し、それがアメリカ大陸の先住民の祖先集団の出現につながったという。しかし、混血が起こった正確な場所は不明であり、2つの集団を統合した移動の動きについても議論の余地がある。
一説によると、古代の北ユーラシア人は南下して東アジア、または南シベリアに移動し、そこで古代の東アジア人と遭遇して混血したと考えられている。モンゴルのバイカル湖から得られた遺伝学的証拠は、この地域が混血が起こった場所であることを支持している。
しかし、第三の説である「ベーリンジアン行き詰まり仮説」は、東アジア人が代わりに北から北東シベリアに移動し、そこで古代北ユーラシア人(ANE)と混血し、後にベーリンジアで分岐し、そこで明確なアメリカ先住民の系統が形成されたというものである。この説はmtDNA(母系)と常染色体DNAの証拠によって支持されている。グレベニュクによれば、2万年前以降、古代東アジア人の一派がシベリア北東部に移動し、古代北ユーラシア人(ANE)の子孫と混血した結果、極東アジアの極限の地に古代古シベリア人とアメリカ大陸の先住民が出現したという。しかし、ベーリンジア行き詰まり仮説はY-DNA(父系)のDNA証拠によって支持されていない。これはアメリカ先住民における父系と母系の異なる集団史を反映している可能性があり、これは珍しいことではなく、他の集団でも観察されている。
古代北ユーラシア人(ANE)と古代東アジア人の混血の子孫には、古代ベーリンジア人（英語:  Ancient Beringian）/パレオ・インディアン(古代アメリカ先住民)が含まれる。これは、アップワード・サンリバー遺跡（USR1と呼ばれる）で発見された11,500年前の幼児のゲノムに基づく、特定の考古遺伝学的系統である。古代ベーリンジア人(AB)と祖先系統アメリカ先住民（Ancestral Native American:ANA）の系統は約25,000年前に形成され、その後互いに分岐し、古代ベーリンジア人(AB)はベーリンジア地域に留まり、祖先系統アメリカ先住民はアメリカ大陸に居住した。後期旧石器時代のアメリカ先住民（アラスカ州の11,500BPとされるアップワード・サンリバー(USR1)標本、モンタナ州の12,600BPとされるクローヴィス文化標本）に対する古代北ユーラシア人(ANE)の遺伝的寄与率は約36.8%と推定される。また、後期旧石器時代の後期のバイカル湖付近のUst'Kyakhta遺跡出土の14,050-13,770BPの人骨であるUst'Kyakhta-3（UKY）に代表される古代古シベリア人もいる。彼らの祖先は30％がANE、70％が東アジア人である。
日本の新石器時代以前の人々である縄文人の祖先は主に東アジアの系統に由来するが、アジア大陸から日本列島に移動する前に古代北ユーラシア人(ANE)に関連する古代北シベリア人（ヤナRHS遺跡からのサンプルに代表される）からも遺伝子流入を受けた。縄文人の祖先は、現在の日本の住民の中にも残っている。最も顕著なのは、縄文人の直系の子孫と考えられているアイヌ民族であり、日本人の大半の中にも、わずかではあるがかなりの程度残っている。

### シベリアとアジアの完新世の人類集団
アルタイ狩猟採集民は、南シベリアのアルタイ＝サヤン地域内の中期完新世のシベリア狩猟採集民に与えられた名称である。古シベリア人と古代北ユーラシア人の混血に由来し、アメリカ先住民との親和性が高い。重要な古代北ユーラシア人(ANE)祖先を持つ北アジアや内陸アジアの青銅器時代のグループ（例えばバイカル湖の狩猟採集民、オクネフ牧畜民）は、近接した古代北ユーラシア人(ANE)由来の祖先源としてアルタイの狩猟採集民とうまくモデル化することができる。オクネフ文化人とボタイ文化（英語: Botai）は古代北ユーラシア人（ANE）、特にマルタ・ビュレット文化人の直系の子孫と考えることができる。
西シベリア狩猟採集民(WSHG)は、Narasimhanら(2019)によって初めて報告された特定の考古遺伝学的系統である。20％の東ヨーロッパ狩猟採集民(EHG)、73％の古代北ユーラシア人(ANE)、6％の古代北東アジア人(ANA)としてモデル化できる。紀元前5,000年頃のウラル山脈の東に位置するロシア森林地帯のチュメニ州から採取された3人の狩猟採集民にしか代表されないが，青銅器時代までの中央アジアのさまざまな集団で高レベルの西シベリア狩猟採集民(WSHG)のような祖先が検出される。ボタイ文化の集団は、おそらく西シベリア狩猟採集民(WSHG)の直接の子孫ではないが、西シベリア狩猟採集民(WSHG)の系統と高い親和性を示している。

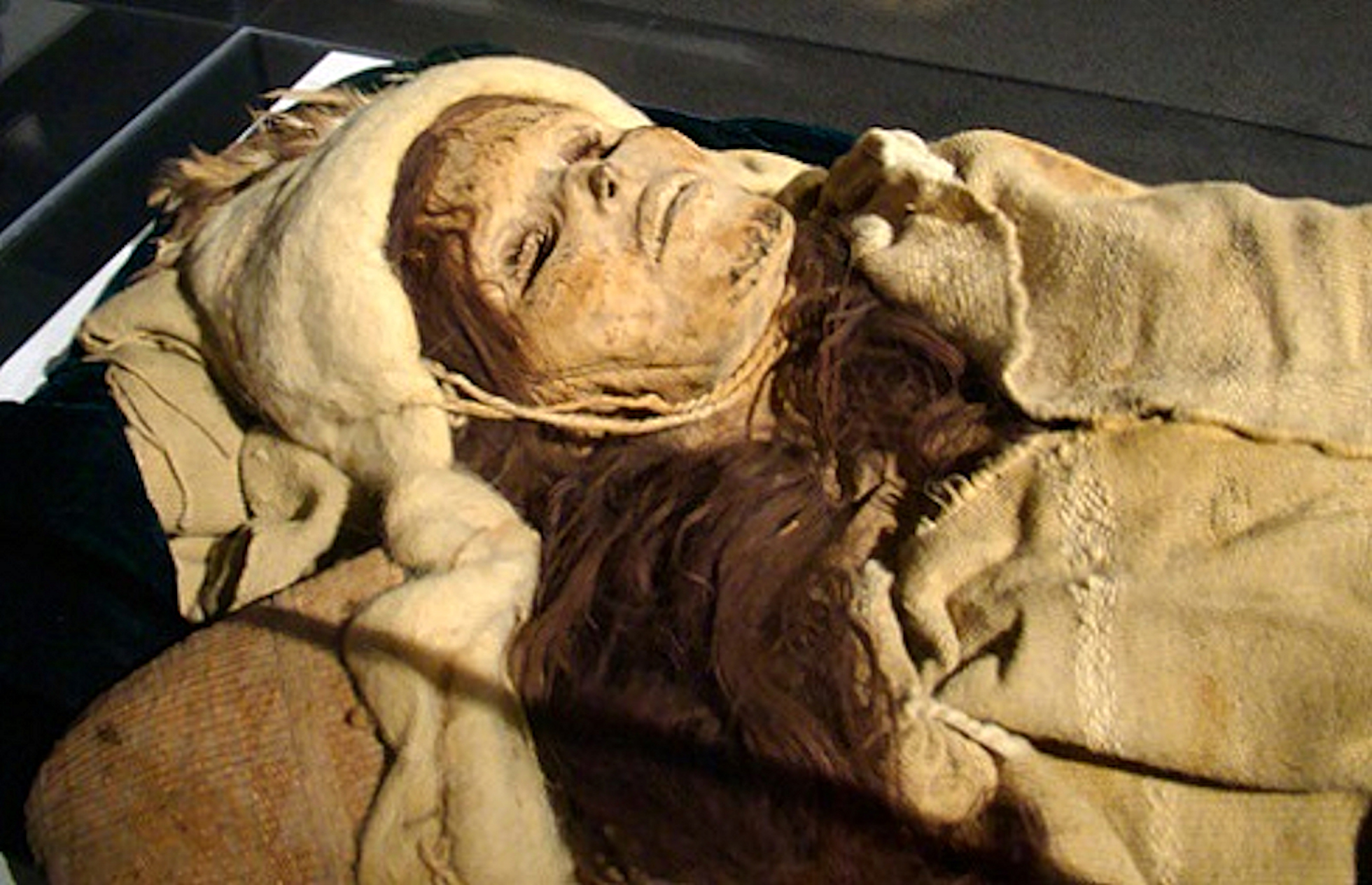
「」。
古代北ユーラシア人の「最高の代表」であるのひとつ。

バイカル湖完新世 - 新石器時代から初期青銅器時代の古代北東アジア人（ANA）のうち、バイカル銅器時代（Baikal Eneolithic:Baikal_EN）とバイカル初期青銅器時代（Early Baikal Bronze Age:Baikal_EBA）は6.4%から20.1%の祖先が古代北ユーラシア人(ANE)に由来し、残りの祖先は古代北東アジア人(ANA)に由来する。バイカル湖畔の銅器時代のFofonovo(Fofonovo_EN)遺跡出土人骨では、12-17％の古代北ユーラシア人(ANE)系祖先と83-87％の古代北部東アジア人(ANA)系祖先が混在していた。
タリムのミイラ
2021年に行われたタリムのミイラの遺伝学的研究によって、彼らは主にアフォントヴァ山遺跡標本3(AG3)に代表される集団の子孫であることが判明し、遺伝学的に「高い親和性」を示した。アフォントヴァ山遺跡標本3の遺伝子プロファイルは、タリムのミイラの祖先の約72%に相当する。
残りの28％はバイカルEBA（青銅器時代初期の古代北東アジア人、バイカル湖の集団）に代表される集団に由来する。。
したがってタリムのミイラは古代北ユーラシア人（ANE、特にマリタ遺跡とアフォントヴァ山遺跡の集団）に祖先の大部分を持つ稀な完新世の集団である。
ただし時間的な距離は離れている（約14,000年）。タリム盆地の一種の「遺伝的ボトルネック 」の中で生存し、古代北ユーラシア人(ANE)の祖先を保存し、永続させてきたタリムのミイラは、他のどの古代集団よりも、古代北ユーラシア人の「最良の代表 」とみなすことができる。

### ヨーロッパ人の集団

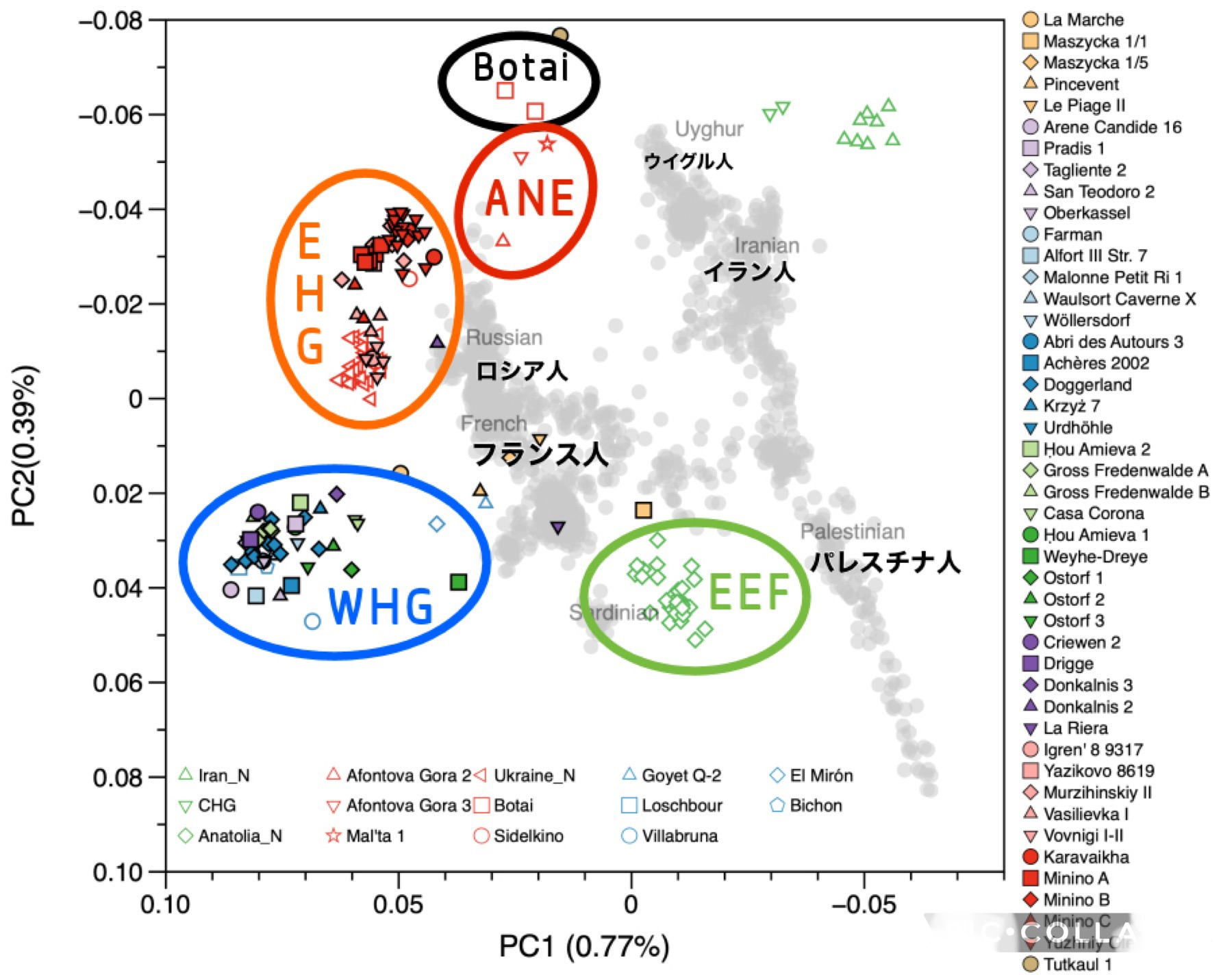
遺伝学的に、古代北ユーラシア人（ANE、赤丸）は、後の東ヨーロッパ狩猟採集民（EHG、オレンジ丸）やボタイ文化（Botai、黒丸）と最も近縁であった。WHG:西ヨーロッパ狩猟狩猟民、青丸。灰色は現代人

Lazaridisら（2014年）は、現代ヨーロッパの集団の中にANEの祖先を20％以内の割合で検出した。古代ヨーロッパの集団では、ヤムナヤ人の検査でANEの遺伝的要素が見られるが、縄目文土器文化以前の西ヨーロッパ人や中央ヨーロッパ人の検査では見られない：古代北ユーラシア人(ANE)の祖先は東ヨーロッパ狩猟採集民(EHG)系統によってヨーロッパの遺伝子プールに導入され、その祖先には古代北ユーラシア人(ANE)からの影響が9%から最大75%に達し、残りの祖先は西ヨーロッパ狩猟採集民（WHG）とは異なるが近縁のグループに由来する。その代表はカレリアのユージニー・オレニー（英語: Yuzhny Oleny）遺跡出土の2個体で、1人は8.4kya頃のYハプログループR1a-M417、もう1人は7.2kya頃のYハプログループJ、そしてサマラの1人は7.6kya頃のYハプログループR1b-P297である。最終氷期極大期(LGM)が終わると、西ヨーロッパ狩猟採集民の系統と東ヨーロッパ狩猟採集民(EHG)の系統が東ヨーロッパで融合し、中石器時代のヨーロッパに古代北ユーラシア人(ANE)に由来する祖先が早くから存在するようになった。古代北ユーラシア人が東シベリアから西方へ移動する際に、西ヨーロッパ狩猟採集民や他の西ユーラシア人の集団も吸収したことを示唆する証拠がある。
スカンディナヴィア狩猟採集民（英語:  Scandinavian Hunter-Gatherer）（SHG）は、紀元前6000年頃にスウェーデンのモタラに埋葬された複数の個体によって代表される。彼らは当初南からスカンジナビアに定住した西ヨーロッパ狩猟採集民の子孫であり、後に北からノルウェーの海岸を通ってスカンジナビアに入った東ヨーロッパ狩猟採集民(EHG)の混血を受けた。
西部ステップ牧畜民（WSH）は、ポントス・カスピ海草原のヤムナヤ文化に密接に関連する子孫を表す、明確な祖先構成要素に与えられた名前である。この祖先系統はしばしばヤムナヤ祖先系統またはステップ祖先系統と呼ばれ、東ヨーロッパ狩猟採集民(EHG)とコーカサス狩猟採集民（英語: Caucasus hunter-gatherer）(CHG)がほぼ同じ割合で形成された。

## 表現型の予測
Raghavanら（2014年）とFuら（2016年）によるゲノム研究では、Mal'ta少年は褐色の目を持ち、比較的黒い髪と黒い肌を持っていた可能性が示唆されているが、この分析はDNAのカバー率が極めて低いため、色素の正確な予測ができない可能性があることに留意する必要がある。Mathieson, et al. (2018)は、このSNPのカバレッジが得られなかったため、マリタ遺跡の少年の標本Mal'ta 1が古代北ユーラシア人(ANE)の子孫の金髪に関連する派生対立遺伝子を持つかどうかを判断できなかった。

### 人類学的研究

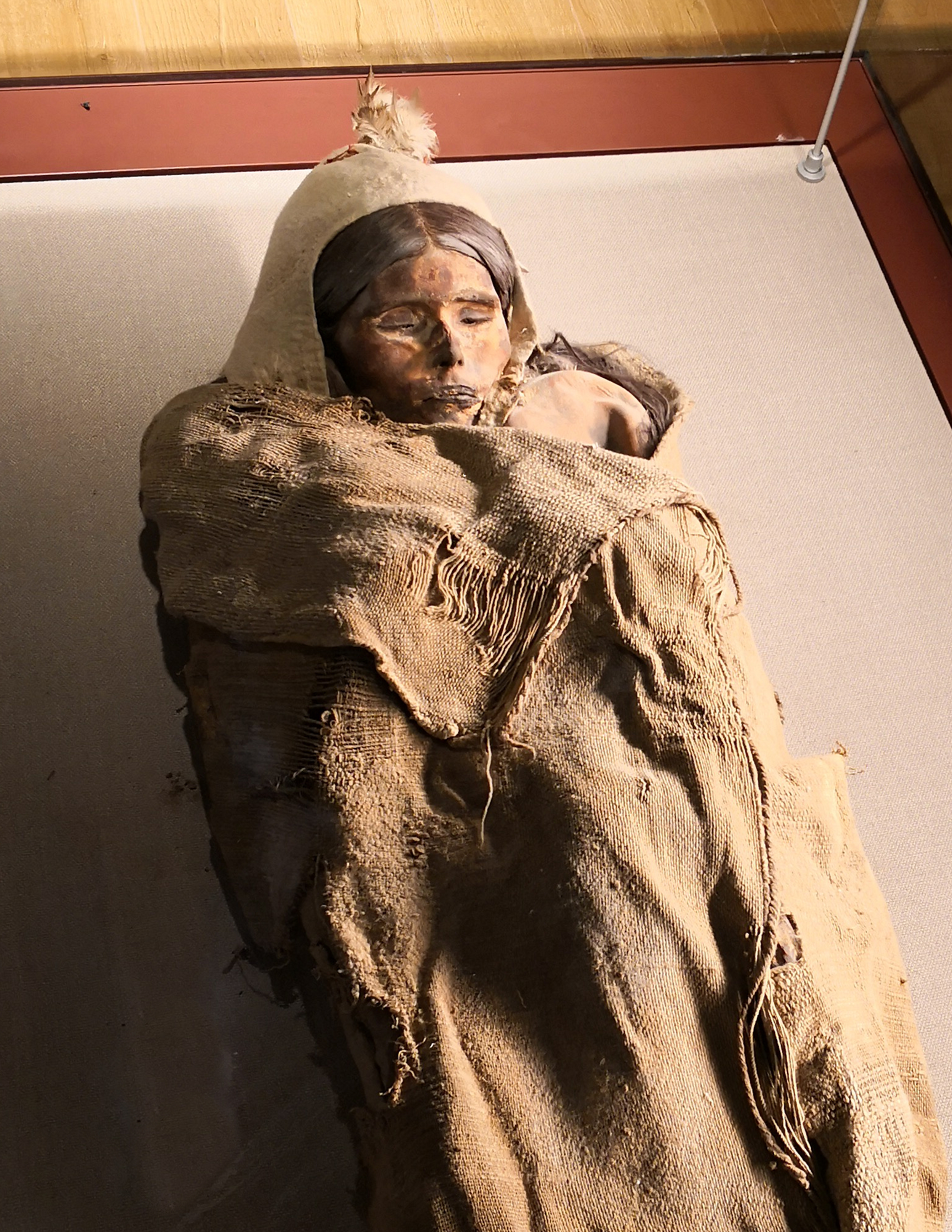
の一つ。 「楼蘭の美女」c. 2000 BCE

コズィンツェフ（2020）は、歴史的な南シベリアのオクネフ文化集団は、その祖先のほとんどを古代北ユーラシア人とその近縁者に由来しており、彼が「アメリカノイド」と名づけた明確な頭蓋計測表現型を持っており、これはシベリアにおける最初の人類の変異を表していると主張している。さらに彼は議論を進めて「ANEの構成要素の地理と年代が示すように、それを西ユーラシアと表現し、古代のコーカソイドとだけ結びつけるのは誤解を招く。どう見ても、それはコーカソイドとモンゴロイドの分裂以前に出現したものである」としている。

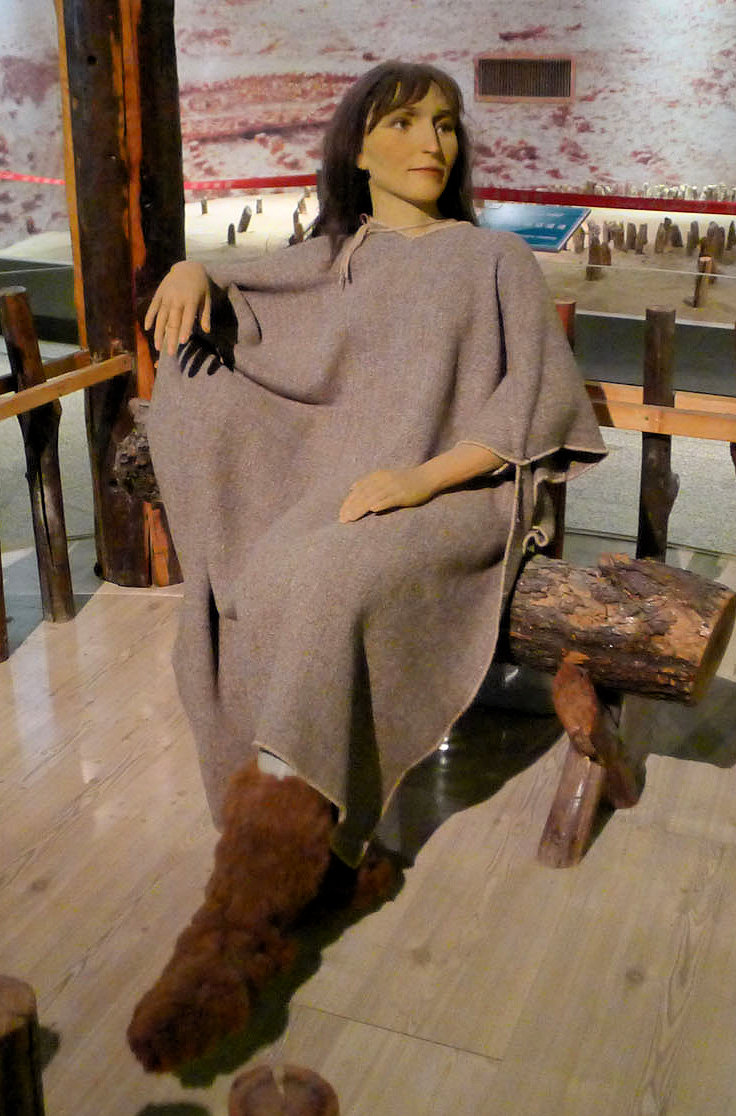
小河墓地出土の女性の復元。新疆博物館所蔵。タリムのミイラは古代北ユーラシア人の「最も優れた代表例」と考えられている。

Zhangら（2021年）は、より初期のタリムのミイラの「西洋人」のような特徴は、古代北ユーラシア人の祖先系統によるものだと提唱した。初期のタリムのミイラに関する以前の頭蓋測定分析によると、彼らは独自のクラスターを形成しており、アンドロノヴォ文化やアファナシエヴォ文化と言ったヨーロッパ関連のステップ牧畜民とも、西アジアのバクトリア・マルギアナ複合文化の住民とも、さらに東の古代北東アジア人ともクラスターを形成していなかった。

### 金髪の進化
金髪はSNP(一塩基多型)、KITLG遺伝子の変異対立遺伝子rs12821256と関連している。この対立遺伝子を持つ最古の個体は、アフォントヴァ山遺跡3から出土したシベリア中南部の古代北ユーラシア人(ANE)時代の女性であり、この個体はc. 17,000BPと推定されている（それ以前の古代北ユーラシア人(ANE)時代のマリタ遺跡から出土した少年は、この判定を行うための塩基配列カバレッジを欠いている）。対立遺伝子はその後、1万BP頃にサマラ、モタラ、ウクライナの古代北ユーラシア人(ANE)由来の東ヨーロッパ狩猟採集民（EHG）集団に現れ、その後西部ステップ牧畜民を持つ集団に現れる。Mathiesonら(2018)は、この対立遺伝子はユーラシア西部に広がる前に、古代の北ユーラシア集団に起源を持つと主張した。
遺伝学者デイヴィッド・ライヒは、金髪のKITLG遺伝子は、おそらくユーラシアの草原から、その祖先に古代北ユーラシア人を多く持つ集団による集団移動の波に乗ってヨーロッパ大陸に入ったのだろうと述べた。HanelとCarlberg（2020）も同様に、古代の北ユーラシアの祖先に由来する集団、具体的には東ヨーロッパ狩猟採集民とヤムナヤ文化人がこの遺伝子をヨーロッパ人に伝えたと報告している。この遺伝子はタリムのミイラの間でも発見された。

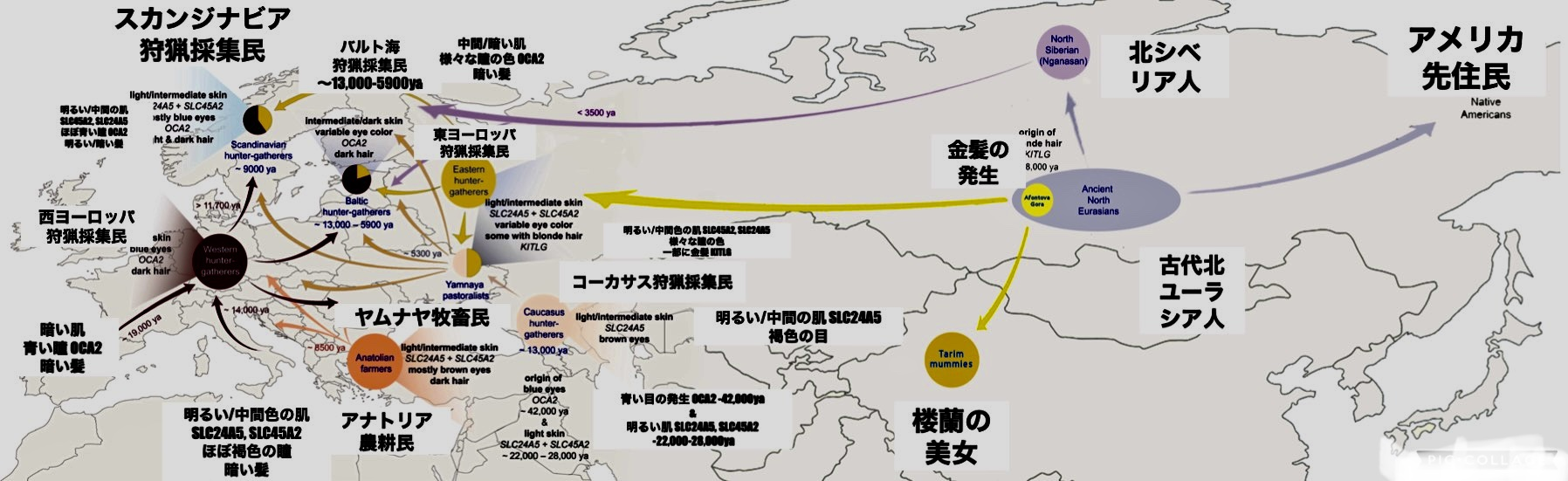
金髪の遺伝子変異は南-中央シベリアのアフォントヴァ山遺跡の古代北ユーラシア人(ANE)系統の集団内で発生したと考えられている。

## 比較神話学
古代北ユーラシア人という用語は、遺伝的な橋でつながった交配ネットワークを指すが、比較神話学の研究者たちは、おそらく彼らは神話や信仰を共有しており、それは数千年もの間接触することのなかった、ポントス・カスピ海草原からアメリカ大陸に広がる文化圏内で証言された物語を比較することによって再構築することができると主張してきた。
異界を守る犬という神話は、原始インド・ヨーロッパ神話（英語: Proto-Indo-European mythology）、アメリカン先住民の宗教（英語: Native American religions）、シベリアのシャーマニズム（英語: Shamanism in Siberia）に見られる同様のモチーフから示唆されるように、おそらくもっと古い古代北ユーラシアの信仰に由来する。アメリカ大陸のスー語族、アルゴンキン族、イロコイ族、中南米の信仰では、獰猛な番犬が天の川に位置し、死後の世界における魂の通り道として認識され、それを越えることが試練であった。シベリアのチュクチ族とツングース系民族は死後の世界の守護犬と、死者の魂を吸収して死後の世界でガイドとして働く霊犬を信じていた。インド・ヨーロッパ神話では、犬の姿はケルベロス、シャルヴァラとシャーマ（英語: Sharvara and Shyama）、ガルムによって具現化されている。ゾロアスター教では、2匹の4つ目の犬がチンバト橋と呼ばれる死後の世界への橋を守っている。デヴィッド・W・アンソニーとブラウンは、これは比較神話学によって回復可能な最も古い神話のテーマの1つかもしれないと指摘している。
第二のイヌに関連する一連の信仰、神話、儀式は、犬を死ではなく癒しと結びつけていた。例えば、古代近東やテュルク系民族-キプチャク人の神話は犬を癒しと関連付ける傾向があり、一般的に犬を不浄なものとして分類している。紀元前3500年とされるカザフスタンのボタイ文化の銅器時代の遺跡でも同様の神話パターンが想定されており、犬は病気を吸収し、病気や悪から家庭を守る守護者として表現されているのかもしれない。メソポタミアでは、癒しに関連する女神ニンティヌッガは犬に伴われたり象徴されたりしていた。ギリシャやイタリア、ヒッタイトの間でも同じような癒しと犠牲の儀式が行われていた。